# 31426 Davidlouapre
31426 Davidlouapre è un asteroide della fascia principale. Scoperto nel 1999, presenta un'orbita caratterizzata da un semiasse maggiore pari a 2,3676803 au e da un'eccentricità di 0,0902571, inclinata di 1,26780° rispetto all'eclittica.